# Hohes Helmkraut
Das Hohe Helmkraut (Scutellaria altissima) ist eine Pflanzenart aus der Gattung der Helmkräuter (Scutellaria) innerhalb der Familie der Lippenblütler (Lamiaceae).

## Beschreibung

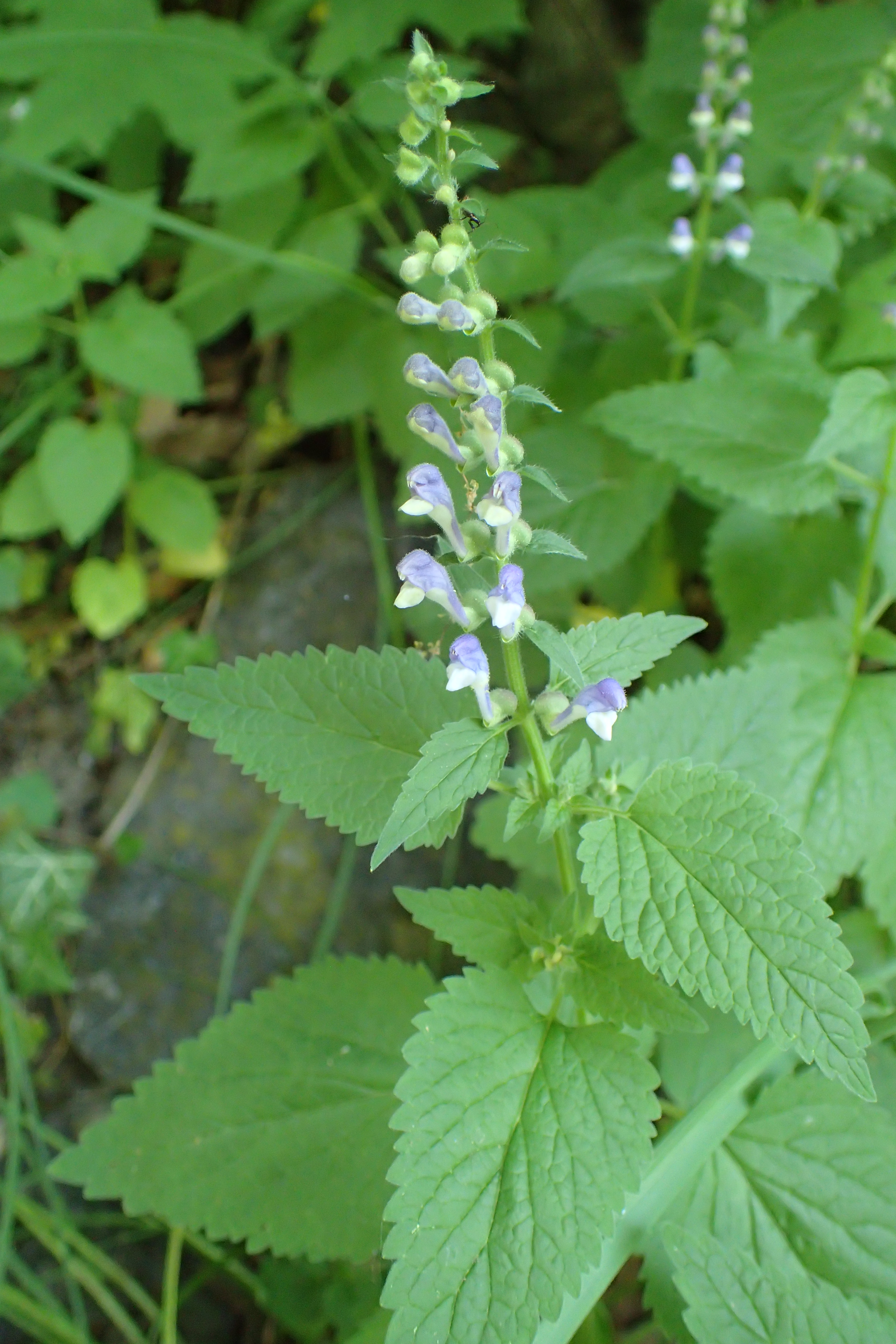
Vierkantiger Stängel, gegenständige Laubblätter und Blütenstand

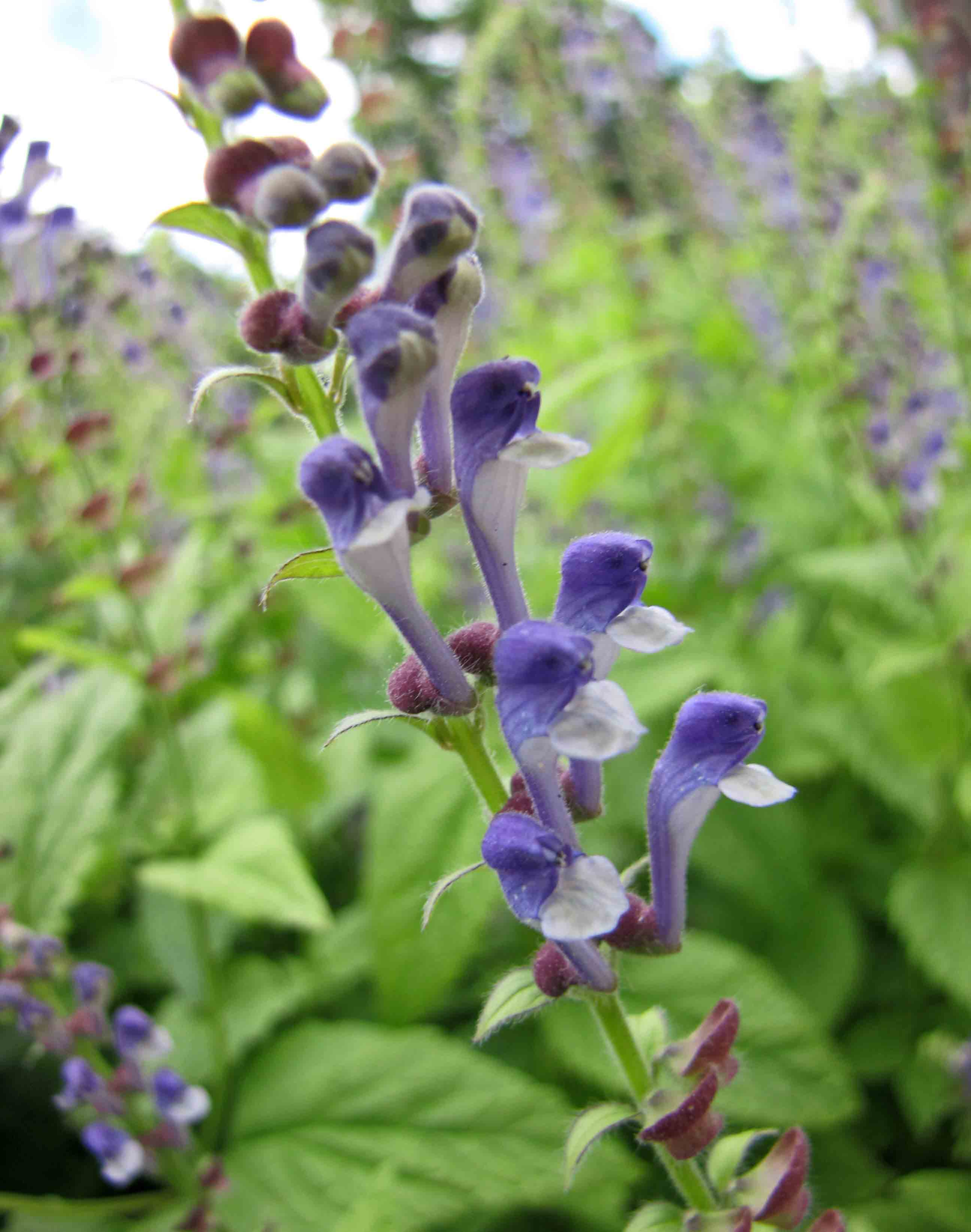
Blütenstand mit zygomorphen Blüten

### Vegetative Merkmale
Das Hohe Helmkraut ist eine sommergrüne, ausdauernde krautige Pflanze und erreicht Wuchshöhen von 40 bis zu 100 Zentimetern. Als Überdauerungsorgan wird ein Rhizom gebildet. Der vierkantige Stängel kann unverzweigt oder verzweigt sein und überall flaumig sowie im oberen Bereich auch drüsig behaart, er kann im unteren Bereich verholzen.
Die gegenständig am Stängel angeordneten Laubblätter sind in Blattstiel und -spreite gegliedert. Der Blattstiel ist relativ lang. Die einfache Blattspreite ist bei einer Länge von 5 bis 15 Zentimetern sowie einer Breite von 2 bis 5 Zentimetern eiförmig mit herzförmiger oder gestutzter Basis. Der Blattrand ist gesägt, stumpf gezähnt oder grob kerbig gezähnt. Die Blattoberseite ist dunkelgrün und fast kahl bis zerstreut behaart. Die Blattunterseite ist heller sowie dichter behaart und kann entlang der Blattadern noch dichter behaart sein.

### Generative Merkmale
Die Blütezeit reicht meist von Juni bis Juli, in der Schweiz von Juli bis August. Die Internodien im Blütenstand haben eine Länge von 10 bis 12 Millimetern. Die grünen Tragblätter sind 6 bis 10 Millimeter lang und damit kürzer als die Blüten und eiförmig bis eiförmig-lanzettlich mit spitzem oberen Ende und ganzrandig. Je zwei Blüten befinden sich jeweils in den Achselnd der relativ kleinen Tragblätter in zymösen Teilblütenständen, die in einem bis 30 Zentimeter langen, einseitswendigen scheinährigen Gesamtblütenstand angeordnet sind. Es ist ein Blütenstiel vorhanden.
Die zwittrige Blüte ist zygomorph und fünfzählig mit doppelter Blütenhülle. Die fünf Kelchblätter sind zu einer kurz Röhre verwachsen. Der seitlich abgeflachte, glockenförmige Blütenkelch ist mehr oder weniger gleich zweilippig. Auf der Kelchoberlippe sitzt ein 3 bis 5 Millimeter langer schildförmiger Fortsatz (Höcker, Schuppe = Scutellum), daher der Gattungsname Scutellaria. Der Kelch kann mit einigen wenigen langen, weißen drüsenlosen Trichomen besetzt sein. Die fünf Kronblätter sind zu einer langen Röhre verwachsen. Die Kronröhre weitet sich allmählich zum Kronschlund. Die 12 bis 16, selten bis zu 18 Millimeter lange Blütenkrone endet zweilippig; wobei die Oberlippe kleiner ist als die Unterlippe. Die aufrechte, zweilappige Oberlippe ist mehr oder weniger seitlich zusammengedrückt und kapuzenförmig. Bei der mehr oder weniger dreilappigen Unterlippe ist der mittlere Kronlappen breit, abgeflacht sowie einfach, die Seitenlappen sind mehr oder weniger mit der Oberlippe verbunden. Die Krone ist blauviolett oder bläulich, nur die Unterlippe ist heller bis weißlich gefärbt und flaumig drüsig behaart. Die Kronröhre ist nahezu kahl oder auf der Außenseite flaumig behaart. Die vier Staubblätter sind parallel.
Die Klausenfrucht zerfällt in vier Teilfrüchte = Klausen. Die Klausen sind dicht warzig und mit Sternhaaren besetzt.
Die Chromosomengrundzahl beträgt x = 17; es liegt Diploidie mit einer Chromosomenzahl von meist 2n = 34 vor.

## Ökologie
Beim Hohen Helmkraut handelt es sich um einem hygromorphen, mesomorphen Hemikryptophyten und relativ zart gebaute Schatten- und Halbschattenpflanze. Durch das Rhizom kann es sich vegetativ vermehren.
Blütenökologisch handelt es sich um "Eigentliche Lippenblumen". Als Belohnung für die Bestäuber wird Nektar angeboten. Bestäuber sind Hummeln sowie Schmetterlinge. Es erfolgt häufig sowohl Selbst- als auch Fremdbefruchtung. Das Hohe Helmkraut ist selbstkompatibel.
Bei der Klausenfrucht handelt es sich um eine trockene Bruchfrucht, bei der aus einem oder zwei Fruchtblättern, die durch Spaltung falscher Scheidewände quer in mehrere stets einsamige, geschlossen bleibende Teilfrüchte zerfällt, die Klausen bestehen nur aus Fragmenten eines oder mehrerer Fruchtblätter. Als Diasporen dienen die Klausen, die durch Autochorie, Anemochorie (Ausbreitung durch den Wind) oder Epichorie (Ausbreitung auf der Oberfläche von Tieren) ausgebreitet werden.

## Vorkommen
Scutellaria altissima kommt im östlichen Mitteleuropa, im südlichen Osteuropa und in Mittel- und Süditalien und bis zum Kaukasusraum vor. Es gibt Fundortangaben für Italien, Ungarn, die ehemalige Tschechoslowakei, das ehemalige Jugoslawien, Bulgarien, Rumänien, Albanien, Griechenland, den europäischen Teil Russlands, den Kaukasusraum, die Türkei, die Ukraine und die Krim.
Das Areal von Scutellaria altissima reicht vom südlich temperaten über das submeridionale bis zum meridionalen Gebieten. Es ist ein 
schwach subkontinentales Florenelement, das vom extremen Festlandsklima bis extremen Seeklima reicht.
Sie wächst in Wäldern. Das Hohe Helmkraut gedeiht in Mitteleuropa meist auf nährstoffreichen, lockeren Lehmböden mit reichlich Mullbeimischung. Es kommt in Mitteleuropa in wärmeliebenden Carpinion- oder Cephalanthero-Fagenion-Gesellschaften vor. In Südosteuropa gedeiht es besonders in Pflanzengesellschaften der Ordnung Quercetalia pubescentis.
Scutellaria altissima besiedelt lichte warme Laubwälder; in Mittel- und Südosteuropa wird sie gelegentlich in Gärten angepflanzt, und sie ist daraus örtlich- meist unbeständig verwildert. Das Hohe Helmkraut ist in der Schweiz ein Neophyt. In Deutschland ist es ein etablierter Neophyt. In Niederösterreich ist es verwildert aber auch beständig.
Die ökologischen Zeigerwerte nach Landolt et al. 2010 sind in der Schweiz: Feuchtezahl F = 3 (mäßig feucht), Lichtzahl L = 3 (halbschattig), Reaktionszahl R = 3 (schwach sauer bis neutral), Temperaturzahl T = 4+ (warm-kollin), Nährstoffzahl N = 4 (nährstoffreich), Kontinentalitätszahl K = 3 (subozeanisch bis subkontinental).

## Taxonomie
Die Erstveröffentlichung von Scutellaria altissima erfolgte 1753 durch Carl von Linné in Species Plantarum, Tomus II, S. 600. Das Artepitheton scutellum bedeutet Schildchen und bezieht sich auf die Schuppe am Kelch. Synonyme für Scutellaria altissima L. sind: Cassida altissima (L.) Moench, Scutellaria commutata Guss., Scutellaria altissima subsp. commutata (Guss.) Nyman.